# Greif
GREIF (NYSE: GEF) is een Amerikaans productiebedrijf, gevestigd in Delaware. Het was oorspronkelijk een fabrikant van vaten, maar verruimde de productie naar industriële verpakkingen en containers. In 2018 stond het bedrijf op de 642e plaats van de Fortune 1000. 

## Geschiedenis
Het bedrijf werd in 1877 in Cleveland (Ohio) opgericht door Charles Greif en zijn partner Albert Vanderwyst, als "Vanderwyst and Greif", en na toetreding van drie broers van de familie Greif omgedoopt tot Greif Bros. Company. De firma werd een kuiperij voor het vaten en kuipen voor vervoer van goederen na de Amerikaanse Burgeroorlog. 

## Benelux
Greif heeft vestigingen in de Benelux te Lier, Wondelgem (Gent), Europoort, Ede en Vreeland. De fabriek in Europoort is in 1993 geopend en is de grootste stalen-vatenfabriek ter wereld. De fabriek in Ede is in 2017 geopend en maakt IBC's (Intermediate bulk containers) in een cleanroom.